# Ngawang Tsepel
Ngawang Tsepel (1668-1734) was een Tibetaans geestelijke.
Hij was de tweeënvijftigste Ganden tripa van 1730 tot 1732 en daarmee de hoofdabt van het klooster Ganden en hoogste geestelijke van de gelugtraditie in het Tibetaans boeddhisme.